# Vitine
Vitine su naseljeno mjesto u općini Foči, Republika Srpska, BiH. Pogranično su mjesto. Istočno je Crna Gora i naselje Kolibe, jugoistočno su rudnici Šuplja stijena. Zapadno je ušće rječice Sredenika u rječicu Sklopotnicu.

## Stanovništvo
| Narod     | Popis 1961. | Popis 1971. | Popis 1981. | Popis 1991. |
| --------- | ----------- | ----------- | ----------- | ----------- |
| Hrvati    |             |             |             |             |
| Muslimani | 61          | 60          | 44          | 28          |
| Srbi      | 2           |             |             |             |
| ostali    |             |             | 1           |             |
| Ukupno    | 63          | 60          | 45          | 28          |